# Özdoğan
Özdoğan ist ein türkischer männlicher Vorname und Familienname, gebildet aus den Elementen öz und doğan, mit der Bedeutung „ein wahrer Falke“.

## Namensträger

### Familienname
- Mehmet Özdoğan (* 1943), türkischer Prähistoriker
- Oytun Özdoğan (* 1998), türkischer Fußballspieler
- Şaban Özdoğan (* 1990), dänischer Fußballspieler
- Selim Özdoğan (* 1971), deutscher Schriftsteller türkischer Herkunft